# فرانکی جوناس
فرانکی جوناس (متولد ۲۸ سپتامبر ۲۰۰۰) یک بازیگر آمریکایی است که وظیفه صداگذاری در فیلم پونیو را بر عهده داشت و یکی از شخصیت‌های اصلی سریال تلویزیونی جوناس است.

## زندگی شخصی
فرانکی پسر دنیس و پائول کوین جوناس است. و برادر کوچکتر کوین جوناس ، جو جوناس و نیک جوناس است.